# Myrioblephara paralucidata
Myrioblephara paralucidata là một loài bướm đêm trong họ Geometridae.